# 蒙特雷阿莱-瓦尔切利纳
蒙特雷阿莱-瓦尔切利纳（義大利語：Montereale Valcellina），是意大利弗留利-威尼斯朱利亚大区波代诺内省的一个市镇。总面积67.8平方公里，人口4649人，人口密度68.6人/平方公里（2009年）。ISTAT代码为093027。